# ORC4
Комплекс препознавања места почетка 4 је протеин који је код људи кодиран ОРЦ4 (ORC4L) геном.
Комплекс препознавања места почетка (ORC) је високо конзервисани протеински комплекс са шест подјединица који је есенцијалан за иницијацију репликације ДНК код еукариотских ћелија. Истраживања на квасцу су показала да се ОРЦ специфично везује за место почетка репликације и да служи као платформа за конструкцију пререпликационог комплекса, који садржи додатне иницијациона факторе као што су Cdc6 и mcm протеини. Протеин кодиран овим геном је подјединица комплекса препознавања места почетка. Показано је да формира сржни комплекс са ORC2L, -3L, i -5L. Три алтернативно сплајсоване транскриптне варијанте кодирају исти протеин.

## Интеракције
ОРЦ4 мође да формира интеракције са ORC1, MCM6, ORC2, ORC5, ORC3, MCM2, MCM4, MCM3 i ORC6.